# Spacer's Toulouse Volley 2014-2015
Questa voce raccoglie le informazioni riguardanti lo Spacer's Toulouse Volley nelle competizioni ufficiali della stagione 2014-2015.

## Organigramma societario
Area direttiva
- Presidente: Jean Azema
- Segreteria generale: Michel Ruffat

Area organizzativa
- Tesoriere: Christian Fereol

Area tecnica
- Allenatore: Cédric Énard
- Allenatore in seconda: Stéphane Sapinart, Benoît Ognier

## Rosa
| N° | Nome                | Ruolo | Data di nascita   | Nazionalità sportiva |
| -- | ------------------- | ----- | ----------------- | -------------------- |
| 1  | Ulysse Carrat       | S     | 10 ottobre 1994   | Francia              |
| 2  | Julien Bergey       | L     | 28 maggio 1996    | Francia              |
| 3  | Nicolas Burel       | C     | 7 settembre 1991  | Francia              |
| 4  | Quentin Morson      | C     | 3 agosto 1993     | Francia              |
| 5  | André Radtke        | C     | 10 settembre 1982 | Brasile              |
| 6  | Thibault Rossard    | S     | 28 agosto 1993    | Francia              |
| 7  | Trévor Clévenot     | S     | 28 giugno 1994    | Francia              |
| 8  | Davide Saitta       | P     | 23 giugno 1987    | Italia               |
| 9  | Gérôme Seller       | C     | 3 aprile 1993     | Francia              |
| 10 | Miroslav Gradinarov | S     | 10 febbraio 1985  | Bulgaria             |
| 11 | Philippe Tuitoga    | C     | 18 dicembre 1990  | Francia              |
| 12 | François Perrot     | S     | 6 giugno 1994     | Francia              |
| 13 | Romain Devèze       | L     | 5 ottobre 1993    | Francia              |
| 14 | Julien Talbot       | C     | 5 aprile 1993     | Francia              |
| 15 | Enzo Stragier       | C     | 20 giugno 1996    | Francia              |
| 16 | Valentin Bouleau    | P     | 22 settembre 1995 | Francia              |
| 17 | Diogenes Zagonel    | S     | 16 maggio 1981    | Brasile              |
| 18 | Facundo Santucci    | L     | 6 marzo 1987      | Argentina            |
| 20 | Dimitri Walgenwitz  | P     | 11 aprile 1994    | Francia              |